# Damon diadema
A Damon diadema a pókszabásúak (Arachnida) osztályába, azon belül az ostorlábúak (Amblypygi) rendjébe és a Phrynichidae családjába tartozó legnagyobb faj.

## Előfordulása
A közép-afrikai országokban, valamint, Etiópia, Szomália, Tanzánia és Kenya, valamint Jemen területén honos. Barlangokban, sziklákban és hasadékokban él.

## Alfajai
- Damon diadema diadema (Simon, 1876)
- Damon diadema robustus (Weygoldt, 1999, Pemba szigetén)

## Megjelenése
Testhossza akár 24 milliméteres is lehet. Négy pár lába van. Első lábpárja, az ostorlábúak általános jellegzetessége módosult, ollós fogókarrá alakult. A többi hat láb a járóláb. Meglehetősen gyakori, nincs szüksége védelemre.

## Életmódja
Ragadozó, megeszi a csótányokat, sáskákat és a termeszeket is. Az állat az ollóival ejti el áldozatait.
Nőstényei az ivarérettség eléréséig gondozzák az ivadékokat. A felnőtt állatok magányos életmódúak és területük védelmében harcolnak fajtársaikkal.

## Képek
|  |  |  |